# نيكولاس كينيون
نيكولاس كينيون (بالإنجليزية: Nicholas Kenyon)‏ هو صحفي بريطاني، ولد في 23 فبراير 1951.

## وصلات خارجية
- نيكولاس كينيون على موقع ميوزك برينز (الإنجليزية)
- نيكولاس كينيون على موقع ديسكوغز (الإنجليزية)